# Mimosa goldmanii
Mimosa goldmanii är en ärtväxtart som beskrevs av Robinson. Mimosa goldmanii ingår i släktet mimosor, och familjen ärtväxter. Inga underarter finns listade i Catalogue of Life.